# Белогуш щъркел
Белогуш щъркел (Ciconia episcopus) е вид едра газеща птица от семейство Щъркелови.

## Географско разпространение
Видът е тропически и е разпространен в цяла Субсахарска Африка и Азия от Индия до Индонезия и Филипините. Представителите на вида не мигрират, а са местни видове в райони на влажни зони с дървета. Върху дърветата изгражда голямо гнездо от пръчки.

## Подвидове
- Ciconia episcopus episcopus – обитава Индия, Индокитай и Филипините
- Ciconia episcopus microscelis – обитава Африка
- Ciconia episcopus neglecta – обитава Ява и други съседни острови.

## Морфологични особености
Щъркелите от вида са едри на височина от 85 cm. Главата е черна, но рязко преминава в бяла надолу към шията и гърдите. Останалата част на тялото е черна като в областта на крилата перата имат зеленикав оттенък. Крилата са големи и позволяват на птицата да се рее като ползва топлите въздушни течения. Снасят 2 до 5 яйца. Птиците са тихи с изключение на тази разлика, че понякога тракат с клюн.

## Хранене
В диетата на представителите на вида влизат земноводни, малки влечуги и големи насекоми.